# Morris Hills
Le Morris Hills  sono un gruppo di colline sparse situate circa 6 miglia nautiche (11 km) a sudest del Petersen Peak, nei La Grange Nunataks della parte centro-settentrionale della Catena di Shackleton, nella Terra di Coats in Antartide.
Nel 1967 fu effettuata una ricognizione aerofotografica da parte degli aerei della U.S. Navy. Un'ispezione al suolo fu condotta dalla British Antarctic Survey (BAS) nel periodo 1968-71.
Ricevettero l'attuale denominazione nel 1971 dal Comitato britannico per i toponimi antartici (UK-APC), in onore di Leslie Morris, membro della spedizione della Royal Society alla piattaforma di ghiaccio Brunt per l'anno geofisico internazionale e che nel 1957 aveva collaborato per molti mesi alla fasi finali della spedizione transpolare.